# Законность
Зако́нность — политико-правовой режим или принцип реального действия права в государстве, при котором государственные органы, должностные лица и граждане строго соблюдают правовые нормы и, в первую очередь, законы.
В политологии используются синонимичные термины легальность и легитимность: например, легальность и легитимность власти.

## Принципы законности
Принципы законности — это обусловленные характером формирования и функционирования правовой системы исходные положения, которые лежат в основе реализации правовых предписаний и в основе требований к поведению субъектов правовых отношений.
1. Верховенство закона (обеспечивает иерархическую стройность системы нормативных правовых актов, когда подзаконный правовой акт не противоречит закону)
2. Единство законности (предполагает её действие на всей территории государства);
3. Всеобщность законности (подразумевает её действие на всех лиц);
4. Целесообразность законности (способствует достижению целей государства и общества, которые выражаются в праве, в законе);
5. Равенство перед законом (предоставление одинаковых прав и свобод, и предъявление единых требований ко всем гражданам);
6. Гарантированность основных прав и свобод граждан (всеобщая защита индивида и необходимость обеспечения приоритета общегуманитарных ценностей);
7. Неотвратимость наказания за совершённое правонарушение (характеристика юридической природы законности);
8. Взаимосвязь законности и культурности (характеризует нравственную природу законности; без достижения определённого уровня правовой культуры всеми субъектами права, населением страны в целом, невозможно обеспечить должный уровень законности).

## Гарантии законности
Гарантии законности — это объективные условия, субъективные факторы, а также специальные средства, обеспечивающие режим законности.

### Общие гарантии законности
Общие гарантии законности — реально складывающиеся в жизни общества возможности, которые в той или иной степени обеспечивают реализацию правовых предписаний. Среди них рассматривают:
1. Экономические гарантии. Являются основой для всех других гарантий. Кризис в экономике ведёт к ослаблению законности. Экономическая свобода не всегда способствует укреплению законности. Уровень законопослушания снижается в результате невыполнения государством своих социальных обязательств перед гражданами (отсутствует поддержка незащищенных слоев населения, массовые невыплаты зарплат, развал системы бесплатной медицинской помощи, образования и т. д.). Безработица также является «резервом» преступности.
2. Политические гарантии. Это функционирование политической системы общества. Демократия, разделение властей, политический плюрализм, свобода печати являются политическими предпосылками законности. Но самое главное, чтобы политические права и свободы не были декларативными, а реализовывались.
3. Духовные гарантии. Это мировоззрение, правосознание, высокий уровень общей и правовой культуры населения, мораль, глубокое уважение к требованиям права, развитие юридической науки.
4. Общественные гарантии. Это меры, применяемые общественностью в целях борьбы с нарушениями законности, для её поддержания и укрепления (комиссии, комитеты, добровольные народные дружины, средства массовой информации).

### Специальные гарантии законности
Специальные гарантии законности — юридические и организационные средства, предназначенные исключительно для обеспечения законности.
Юридические гарантии (закреплённые в действующем законодательстве способы и средства, а также организационно-правовая деятельность по их применению, непосредственно направленные на обеспечение законности, на беспрепятственное осуществление прав и свобод и на их защиту). Это может быть дальнейшее развитие, совершенствование и повышение эффективности законодательства как нормативной основы законности, улучшение правотворческой деятельности государства. Законодательство также должно отвечать требованиям времени. Внутриведомственный и межведомственный контроль за законностью. Внутриведомственный заключается в контроле вышестоящего органа за соблюдением законности в деятельности подчинённых ему нижестоящих органов, то есть осуществляется по вертикали (контроль прокуратуры за полицией).
Судебный контроль  за деятельностью всех органов государственной власти и должностными лицами. Жалобы и заявления граждан, их своевременное и правильное рассмотрение. Адвокатура также играет немаловажную роль в укреплении законности.

## Формы законности
- Воплощение в законодательстве лучших правовых идей, приоритета прав и свобод человека, справедливость Конституции и законов, их соответствие реальным общественным отношениям.
- Верховенство основного закона — иерархия нормативно-правовых актов (подчинение всех подзаконных актов законам, а законов конституции).
- Неукоснительное соблюдение законов, других нормативно-правовых актов и судебных решений всеми членами общества, государственными органами и должностными лицами, обязанными воплощать право в жизнь (принцип верховенства закона в правовом государстве).
- Эффективная государственная и общественная защита действия конституции и законов.

Для применения принципа законности на практике должна быть обеспечена возможность эффективного судебного обжалования гражданами действий государства и его структур.
Профессор МГЮА Л. А. Морозова подчёркивает многогранность законности. С одной стороны, это принцип, обязывающий всех субъектов права соблюдать действующее законодательство. С другой стороны, это требование, чтобы методы государственного руководства были правовыми, использовали правовые средства и имели правовую форму. При этом содержательная трактовка законности рассматривает как неправовые такие нормативные акты, выражающие волю власти, которые по своему содержанию противоречат фундаментальным понятиям о справедливости, свободе и равноправии.